# Hiratettix niger
Hiratettix niger är en insektsart som beskrevs av Sohi, Mann och Thapa 1990. Hiratettix niger ingår i släktet Hiratettix och familjen dvärgstritar. Inga underarter finns listade i Catalogue of Life.